# Скюденесхавн
Скю̀денесхавн (на норвежки: Skudeneshavn) е град в Южна Норвегия. Разположен е на южния бряг на остров Кармьой на Северно море в община Кармьой на фюлке Ругалан. Скюденесхавн е третият по големина град на остров Кармьой след Окрехамн и Копервик. Население около 5000 жители според данни от преброяването през 2006 г.